# Blumea volkensii
Blumea volkensii là một loài thực vật có hoa trong họ Cúc. Loài này được (O.Hoffm.) J.-P.Lebrun & Stork mô tả khoa học đầu tiên năm 1997.